# Campeonato Jamaicano de Futebol
A Jamaican National Premier League é o campeonato da primeira divisão da Jamaica, composto por doze clubes fundanda em 1973, a competição é realizada em três turnos, no total computando 33 partidas.
O campeão disputa o Campeonato de Clubes da CFU, enquanto, os dois últimos colocados, são rebaixados para a KSAFA Super League, a segunda divisão que também contém doze equipes.

## Regulamento
O campeonato é jogado em jogos de ida e volta entre as 12 equipes enfrentam todos contra todos, os 6 primeiros lugares avançam para a rodada de playoffs do campeonato. As duas últimas equipes descem diretamente, enquanto 10 e 9 lugares de equipes do playoff vie contra uma divisão mais baixa para manter a categoria. Desde a temporada 2012/13, o campeão e vice-campeão se qualificam para o Campeonato de Clubes do Caribe.

## Equipes de 2014/15
- Arnett Gardens
- Barbican
- Boys' Town
- Cavalier
- Harbour View
- Humble Lions
- Montego Bay United
- Reno
- Rivoli United
- Sporting Central Academy
- Tivoli Gardens
- Waterhouse

## Quadro dos campeões
| Ano     | Campão                                        | Vice-campeão                                  | Artilheiro                                  |
| ------- | --------------------------------------------- | --------------------------------------------- | ------------------------------------------- |
| 1973-74 | Santos                                        | Boys Town                                     | Ritchie Sutton (Santos), 12                 |
| 1974-75 | Santos                                        | Boys Town                                     | Shaun Densmore (Santos), 16                 |
| 1975-76 | Santos                                        | Cavalier                                      | James Caton (Cavalier), 18                  |
| 1976-77 | Santos                                        | Cavalier                                      | James Caton (Santos), 15                    |
| 1977-78 | Arnett Gardens                                | Harbour View                                  | Danny Collinge (Harbour View), 13           |
| 1978-79 | Não finalizado                                | Não finalizado                                | Não finalizado                              |
| 1979-80 | Santos                                        | Cavalier                                      | Harvey Deveraux (Seba United), 18           |
| 1980-81 | Cavalier                                      | Thunderbolts                                  | Josh Bexon (Cavalier), 20                   |
| 1981-82 | Não disputado                                 | Não disputado                                 | Não disputado                               |
| 1982-83 | Tivoli Gardens                                | Santos                                        | Travis Gregory (Tivoli Gardens), 19         |
| 1983-84 | Boys Town                                     | Tivoli Gardens                                | Harvey Deveraux (Seba United), 16           |
| 1984-85 | Jamaica Defence Force                         | Seba United                                   | Matthew Bentley (Seba United), 17           |
| 1985-86 | Boys Town                                     | Harbour View                                  | Harrison Byford (Tivoli Gardens), 15        |
| 1986-87 | Seba United                                   | Boys Town                                     | Harrison Byford (Tivoli Gardens), 16        |
| 1987-88 | Wadadah                                       | Reno                                          | Harrison Byford (Wadadah), 16               |
| 1988-89 | Boys Town                                     | Seba United                                   | Matthew Bentley (Santos), 12                |
| 1989-90 | Reno                                          | Black Lions                                   | Glenn Whelan (Portmore United), 14          |
| 1990-91 | Reno                                          | Arnett Gardens                                | Josh Jackson (Reno), 17                     |
| 1991-92 | Wadadah                                       | Reno                                          | Harry Ransom (Seba United), 15              |
| 1992-93 | Hazard United                                 | Arnett Gardens                                | Glenn Whelan (Portmore United), 22          |
| 1993-94 | Violet Kickers                                | Seba United                                   | Harry Ransom (Seba United), 18              |
| 1994-95 | Reno                                          | Constant Spring                               | Glenn Whelan (Portmore United), 16          |
| 1995-96 | Violet Kickers                                | Reno                                          | Glenn Whelan (Portmore United), 21          |
| 1996-97 | Seba United                                   | Arnett Gardens                                | Sam Wood (Waterhouse), 17                   |
| 1997-98 | Waterhouse                                    | Seba United                                   | Zain Walker (Seba United), 20               |
| 1998-99 | Tivoli Gardens                                | Harbour View                                  | Luca Hoole (Waterhouse), 16                 |
| 1999-00 | Harbour View                                  | Waterhouse                                    | Alex Rodman (Waterhouse), 19                |
| 2000-01 | Arnett Gardens                                | Waterhouse                                    | Jed Ward (Portmore United), 15              |
| 2001-02 | Arnett Gardens                                | Hazard United                                 | Brett Pitman (Arnett Gardens), 17           |
| 2002-03 | Hazard United                                 | Arnett Gardens                                | Roen Nelson (Hazard United FC), 19          |
| 2003-04 | Tivoli Gardens                                | Harbour View                                  | Fabian Taylor (Harbour View FC), 19         |
| 2004-05 | Portmore United                               | Tivoli Gardens                                | Christopher Nicholas (Tivoli Gardens), 25   |
| 2005-06 | Waterhouse                                    | Harbour View                                  | Kevin Lamey (Waterhouse) , 22               |
| 2006-07 | Harbour View                                  | Portmore United                               | Irvino English (Waterhouse), 18             |
| 2007-08 | Portmore United                               | Tivoli Gardens                                | Roen Nelson (Portmore United), 16           |
| 2008-09 | Tivoli Gardens                                | Portmore United                               | Devon Hodges (Rivoli United FC), 25         |
| 2009-10 | Harbour View                                  | Tivoli Gardens                                | Devon Hodges (Rivoli United FC), 18         |
| 2010-11 | Tivoli Gardens                                | Boys Town                                     | Kirk Ramsey (Arnett Gardens), 17            |
| 2011-12 | Portmore United                               | Boys Town                                     | Jermaine Anderson (Waterhouse), 13          |
| 2012-13 | Harbour View                                  | Waterhouse                                    | Jermaine Anderson (Waterhouse), 21          |
| 2013-14 | Montego Bay United                            | Waterhouse                                    | Brian Brown (Harbour View FC), 19           |
| 2014-15 | Arnett Gardens                                | Montego Bay United                            | Craig Foster (Reno), 20                     |
| 2015-16 | Montego Bay United                            | Portmore United                               | Owayne Omar Gordon (Montego Bay United), 19 |
| 2016-17 | Arnett Gardens                                | Portmore United                               | Jermaine Johnson (Tivoli Gardens), 16       |
| 2017-18 | Portmore United                               | Waterhouse                                    | Craig Foster (Humble Lions), 17             |
| 2018-19 | Portmore United                               | Waterhouse                                    | Colorado Murray (Tivoli Gardens), 13        |
| 2019-20 | Não finalizado devido a Pandemia de COVID-19. | Não finalizado devido a Pandemia de COVID-19. | Kemar Beckford (Mount Pleasant), 14         |

## Títulos por clube
| Clube                   | Cidade           | Campeão | Vice-campeão | Anos do título                           |
| ----------------------- | ---------------- | ------- | ------------ | ---------------------------------------- |
| Portmore United FC (*)  | Portmore         | 7       | 5            | 1993, 2003, 2005, 2008, 2012, 2018, 2019 |
| Tivoli Gardens FC       | Kingston         | 5       | 4            | 1983, 1999, 2004, 2009, 2011             |
| Santos Kingston         | Kingston         | 5       | 1            | 1974, 1975, 1976, 1977, 1980             |
| Arnett Gardens FC       | Kingston         | 5       | 4            | 1978, 2001, 2002, 2015, 2017             |
| Harbour View FC         | Kingston         | 4       | 5            | 2000, 2007, 2010, 2013                   |
| Montego Bay United (**) | Montego Bay      | 4       | 5            | 1987, 1997, 2014, 2016                   |
| Boys' Town FC           | Kingston         | 3       | 5            | 1984, 1986, 1989                         |
| Reno FC                 | Savannah del Mar | 3       | 5            | 1990, 1991, 1995                         |
| Waterhouse              | Kingston         | 2       | 5            | 1998, 2006                               |
| Violet Kickers FC       | Montego Bay      | 2       | -            | 1994, 1996                               |
| Wadadah FC              | Montego Bay      | 2       | -            | 1988, 1992                               |
| Cavaliers FC            | Kingston         | 1       | 3            | 1981                                     |
| Jamaica Defence Force   | Kingston         | 1       | -            | 1985                                     |
| Black Lions FC          | Spanish Town     | -       | 1            | ---                                      |
| Constant Spring FC      | Kingston         | -       | 1            | ---                                      |
| Thunderbolts FC         | Kingston         | -       | 1            | ---                                      |

- (*) Incluindo títulos conseguidos como Hazard United.
- (**) Incluindo títulos conseguidos como Seba United.